# Zadní hory
Zadní hory (slovensky Zadné hory) je geomorfologický okrsek Lysohorské hornatiny nacházející se v jihovýchodních partiích Moravskoslezských Beskyd u hranic se Slovenskem a částečně zasahující i na jeho území. Zadní hory jsou hornatina až vrchovina, budovaná z flyšových hornin, charakterizovaná souvislou hřbetnicí s nadmořskými výškami kolem 1000 m n. m. ležící na hranici. Hojně se tu vyskytují sesuvy.
Na severu sousedí s okrskem Ropická rozsocha, na severovýchodě se prudce svažuje do Jablunkovské brázdy, na jihovýchodě sousedí s Jablunkovským mezihořím, na jihu sousedí česká i slovenská část s Turzovskou vrchovinou, na jihozápadě ji Černá Ostravice odděluje od podcelku Klokočovská hornatina, na západě řeka Ostravice od Radhošťské hornatiny a na severozápadě navazuje okrsek Lysohorská rozsocha. Nejvyšším vrcholem je Velký Polom (1067 m n. m.), který leží přímo na statní hranici. Dalšími významnými vrcholy jsou Malý Polom (1060 m n. m.), Kozí hřbet (985 m n. m.), Sulov (942 m n. m.) a Skalka (931 m n. m.).
Zadní hory jsou jediný okrsek Moravskoslezských Beskyd, který zasahuje i na území Slovenska, podle slovenského geomorfologického členění tvoří samostatný podcelek.